# Hanstholm

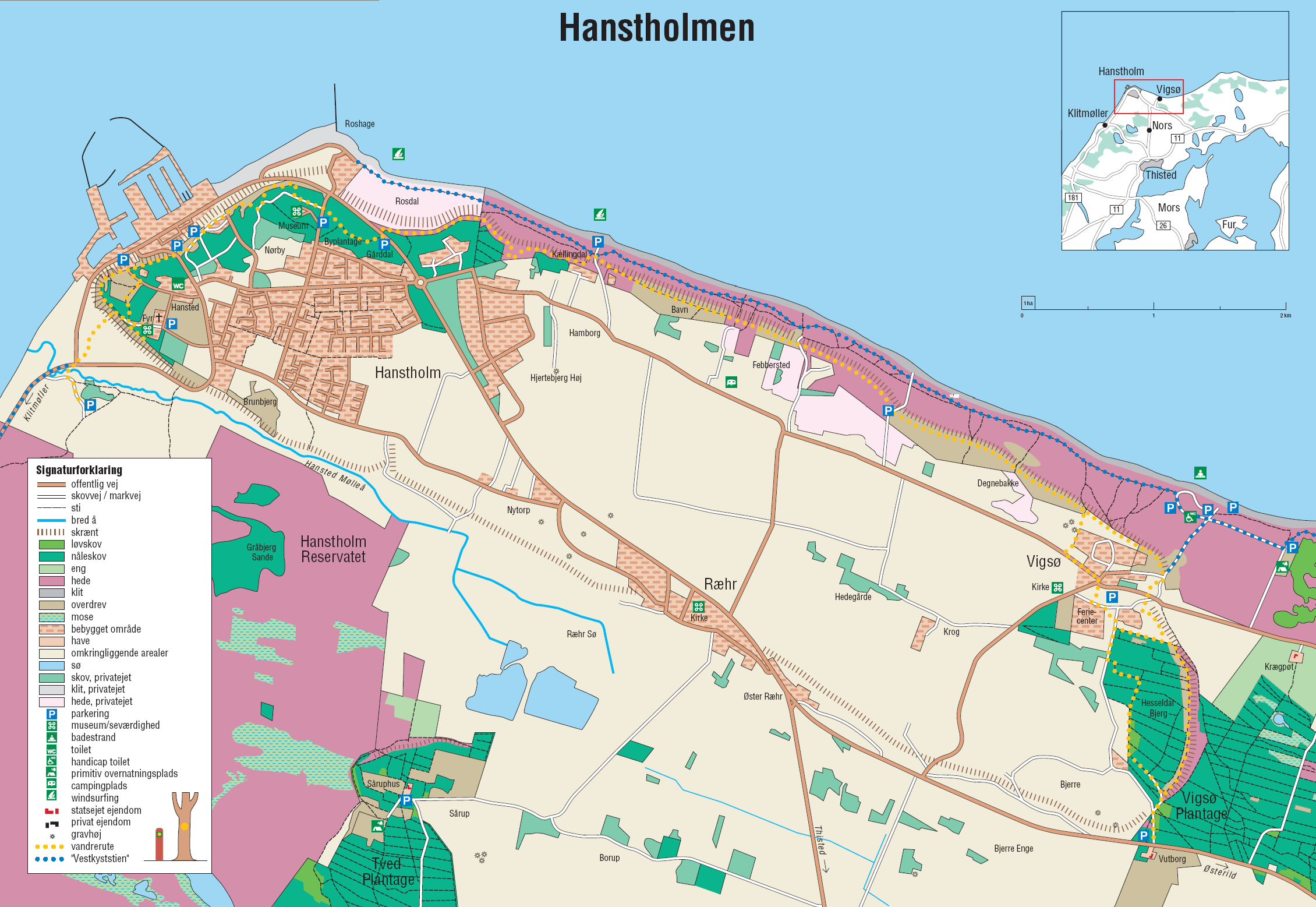
Karta över Hanstholm.

Hanstholm är en ort i norra Jylland, Danmark, som tillhör Thisteds kommun i Region Nordjylland. Orten har 2 276 invånare (2012). Före kommunreformen 2007 var Hanstholm huvudort i Hanstholms kommun.
Mellan Hanstholm och Lindesnes i Norge går gränsen mellan Nordsjön och Skagerrak. Från Hanstholm går bilfärjor till Norge, Färöarna och Island.
Hanstholm har Danmarks största fiskehamn, anlagd 1961–1967, med stora frys- och fileingsanläggningar. Här finns också Danmarks kraftigaste fyrtorn, Hanstholms fyr.
Under andra världskriget anlade tyskarna en stor fästning i Hanstholm, som skulle säkra infarten till Kattegatt och Östersjön genom Skagerrak. En del av den enorma anläggningen är nu museum. En motsvarande fästning, Møvik fort, byggde tyskarna även i Norge.

## Hanstholm Redningsstation
Hanstholm Redningsstation inrättades 2005. Den har tre räddningsbåtar: den 19,5 meter långa C.B Claudi från 1979, som är både räddningsfartyg och bogserbåt, den snabbgående 10,46 meter långa öppna räddningsbåten LRB 22 samt en ribbåt.